# Ni kapitulyatsii!

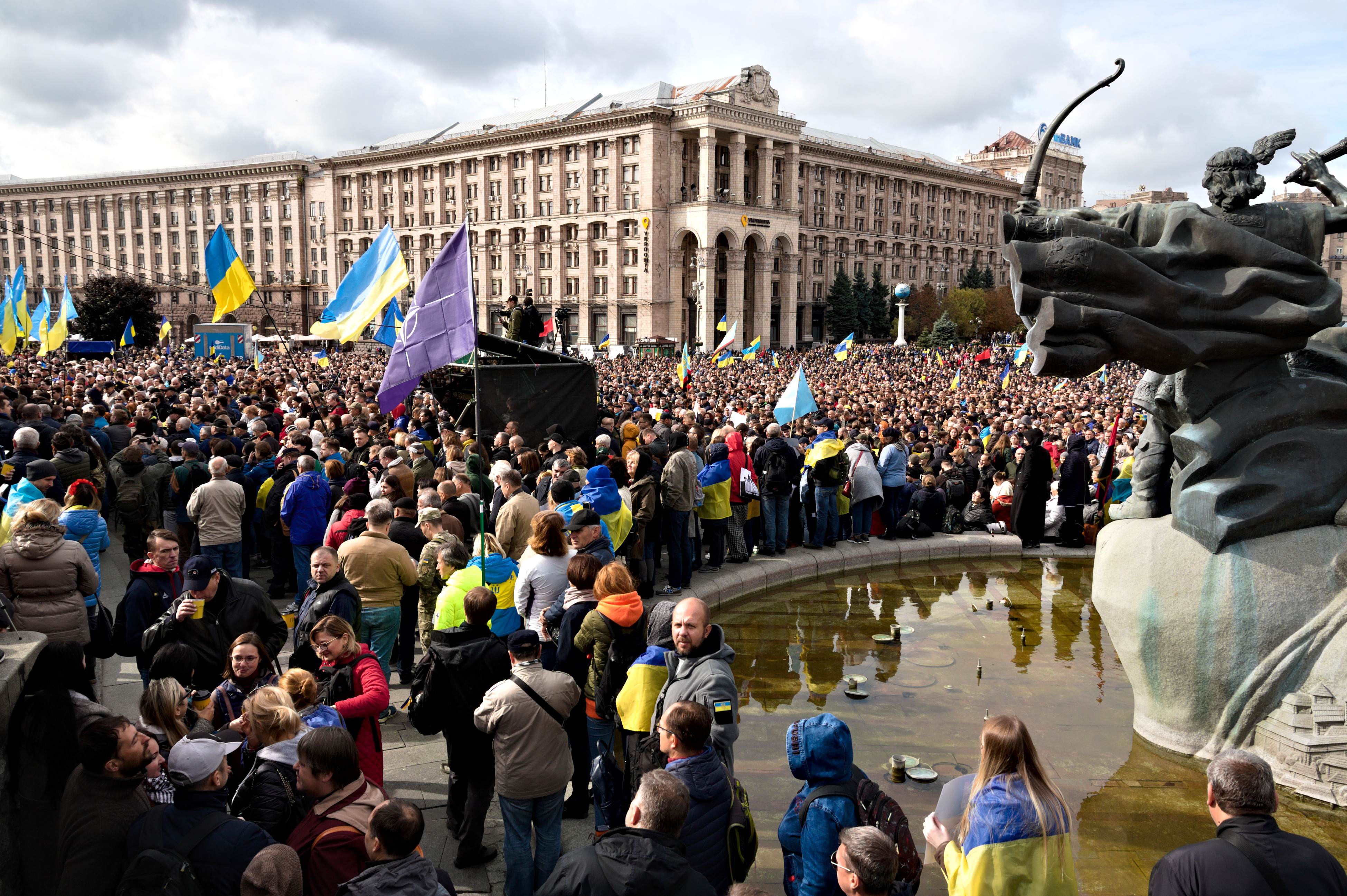
Manifestaciones en Kiev como parte del Ni kapitulyatsii!

¡No a la capitulación!, en ucraniano Ni kapitulyatsii! (en ucraniano: Ні капітуляції!), fueron una serie de protestas en Ucrania contra la política del presidente de Ucrania Volodímir Zelenski en el este de Ucrania. Los manifestantes consideran que la implementación de los acuerdos de Minsk por la "fórmula Steinmeier" es una capitulación ante Rusia y ante el régimen de Vladímir Putin en la guerra ruso-ucraniana.

## Orígenes

### Fórmula de Steinmeier

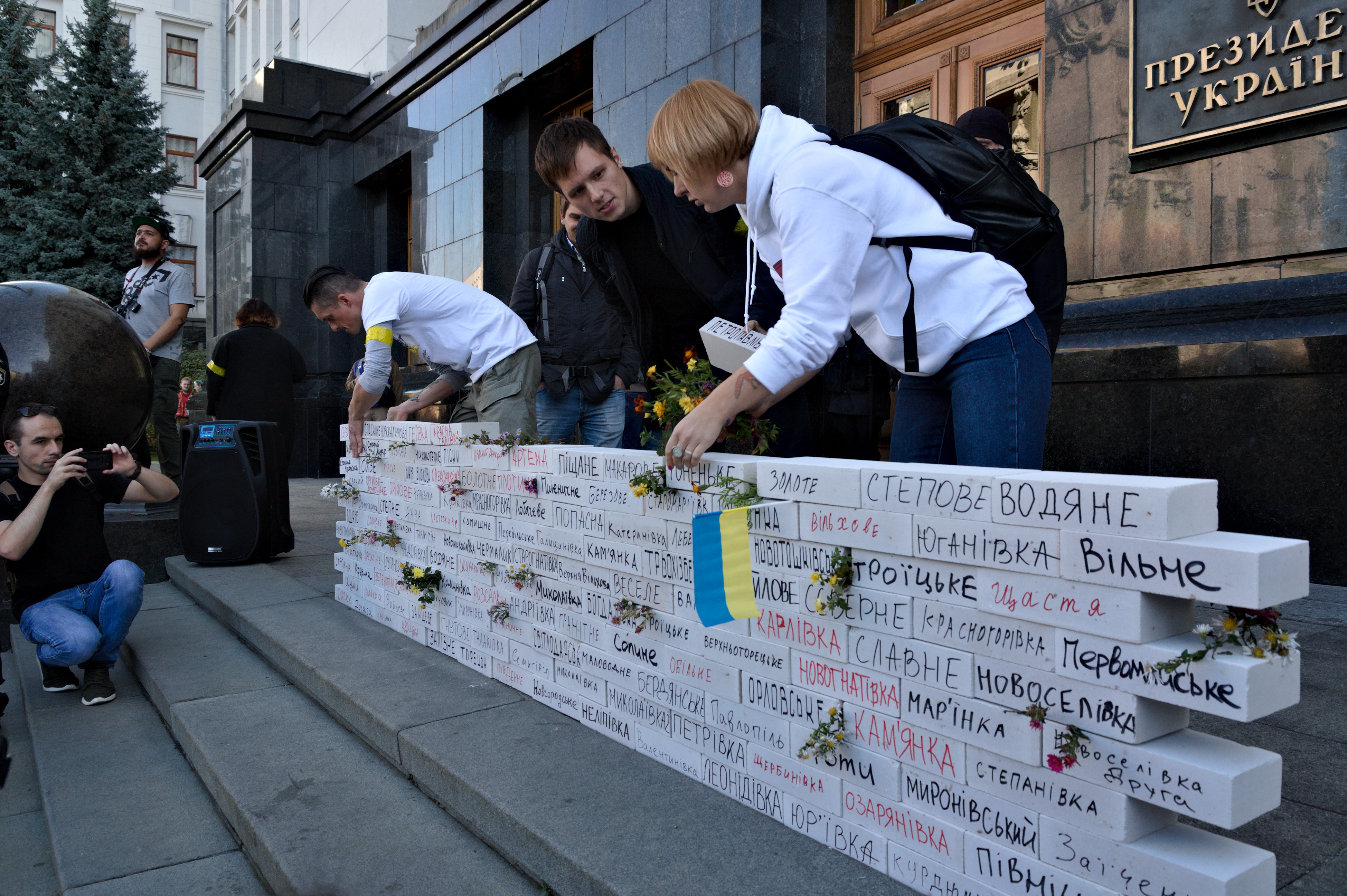
Manifestantes construyen un muro simbólico con nombre de pueblos ucranianos que quedarían a merced de las milicias separatistas rusas en caso de que el gobierno ucraniano se retirara del Donbás.

La Fórmula Steinmeier lleva el nombre del exministro de Asuntos Exteriores alemán Frank-Walter Steinmeier. En 2016, Steinmeier propuso que se celebraran elecciones en los territorios controlados por los separatistas de los óblast de Donetsk y Lugansk, que están controlados de facto por paramilitares respaldados por Rusia y gobernados como las autoproclamadas República Popular de Donetsk (DPR) y la República Popular de Luhansk (LPR). Steinmeier quería que estas elecciones se llevaran a cabo de acuerdo con la ley ucraniana, bajo la supervisión de la OSCE. Si la OSCE juzgara que la votación fue libre y justa y el resultado fuera a favor de permanecer dentro de Ucrania, entonces Ucrania recuperaría el control de las regiones bajo un estatus especial de autogobierno.

### Acuerdo del Gobierno de Ucrania con Steinmeier
El 1 de octubre de 2019, los medios rusos anunciaron que la delegación ucraniana había firmado la Fórmula Steinmeier en la reunión ordinaria del Grupo de Contacto Trilateral sobre Ucrania. Unas horas más tarde, la Oficina Presidencial anunció una sesión informativa urgente. En la sesión informativa, el presidente ucraniano Volodímir Zelenski declaró que Ucrania había aceptado el plan.
En consecuencia, los militantes separatistas prorrusos en el Dombás ocupado declararon que la firma de estos acuerdos por parte de Ucrania fue "una victoria para la RPD y la LPR sobre Ucrania". El gobierno ruso de Vladímir Putin apoyó la firma de la fórmula, afirmando que era "un paso positivo para resolver la situación en Donbás".